# 井川站

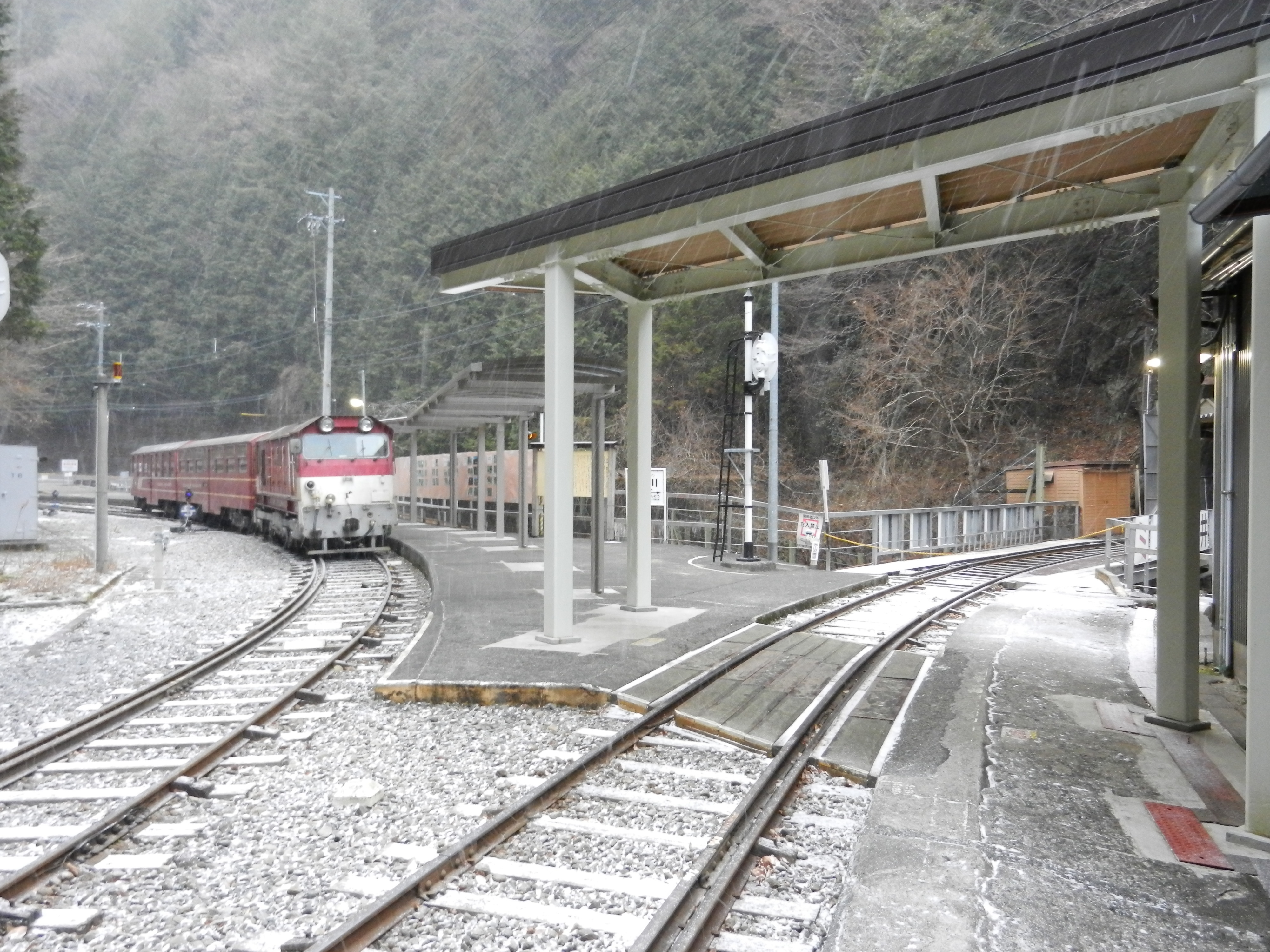
右邊分支為往堂平的貨物線(2011年12月)

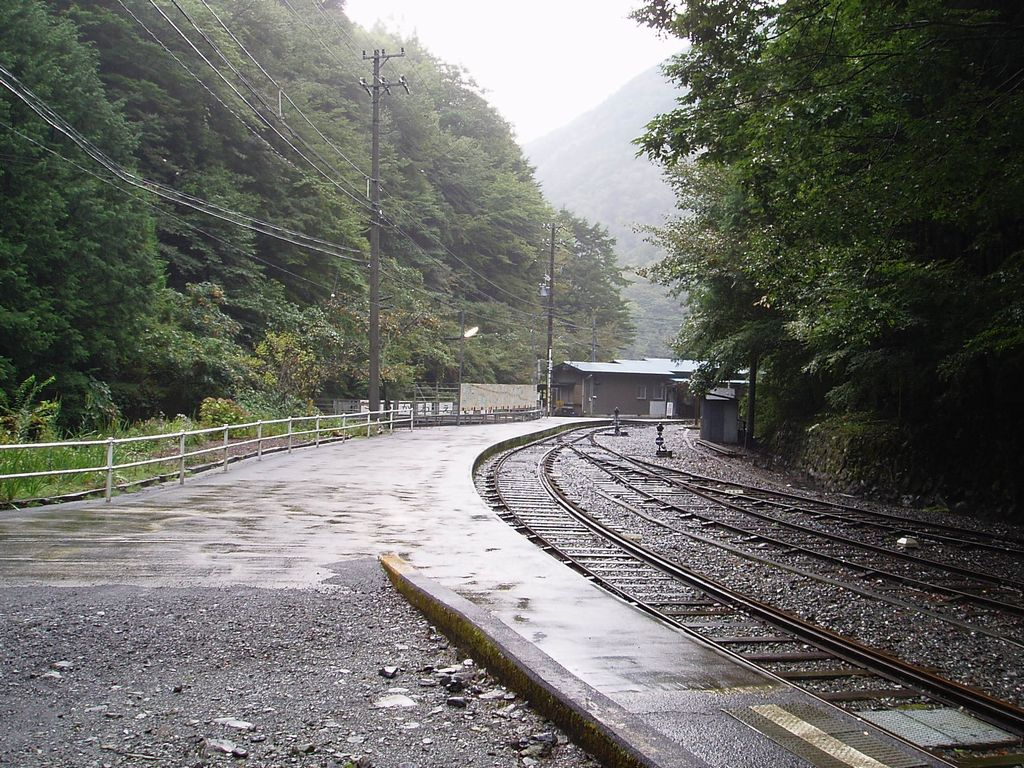
月台望向站內

井川站（日语：／ Ikawa eki */?）是位於靜岡縣靜岡市葵區井川，大井川鐵道的井川線車站。車站海拔686米，在靜岡縣鐵路站中海拔最高。

## 歷史
- 1959年（昭和34年）8月1日 - 車站啟用。
- 1971年（昭和46年）4月1日 - 此站至堂平之間廢止，此站成為終點站。
- 2008年（平成20年）5月29日 - 站前的靜岡縣道60號南阿爾卑斯公園線（日语：静岡県道60号南アルプス公園線）發生山泥傾瀉。由需要進行復修工程，車站附近的通道禁止通行。同年8月上旬起暫定重開。
- 2011年（平成23年）7月21日 - 受到颱風6號影響，車站北邊發生山泥傾瀉。停車中的5卡客車被活埋。
- 2014年（平成26年）9月2日 - 閑藏站南邊約600米發生坍方，接岨峽溫泉至此站之間暫運營業。
- 2017年（平成29年）3月11日：接岨峽溫泉至此站之間重開[1]。
- 2018年（平成30年）5月8日：閑藏至此站之間發生坍方，使路線不能通行。本來於此站內的「全國“鐵道娘”巡回 郵票集會」郵票站遷移至千頭站[2]。
- 2019年（平成31年）3月9日：閑藏至此站之間重開[3][4]。

## 車站構造
此站是地面車站，設有2面2線的月台。車站大樓位於一邊月台，該月台向左彎。月台中途設有留置線分支。車站內設有1條留置線，在1978年前設有DB1形專用的轉車盤。
在月台前的分支點中，向右為連接堂平站的貨物線（該線上也有月台）。此站月台較短，只可容納5卡車廂。車站大樓鄰接月台。

## 車站周邊
- 山彥（鄰接車站 販賣當地產品和小食等）
- 井川水壩（日语：井川ダム）
- 井川湖（日语：井川ダム#井川湖と観光）
- 井川水壩展示館（免費入場 展出了井川水壩的構造、歷史等）
- 靜岡市立井川小中學（日语：静岡市立井川小中学校）
- 靜岡市葵區公所井川分所（井川本村）
- 靜岡縣道60號南阿爾卑斯公園線（日语：静岡県道60号南アルプス公園線）

## 交通
巴士
- 井川地區自主運行巴士（日语：井川地区自主運行バス）
  - 井川本村、小河內、白樺莊方向
  - 大日、富士見峠、橫澤方向

渡船
此站距離井川本村（舊井川村）數公里。井川湖（井川壩～井川本村之間）設有免費的渡船「赤石丸」（井川渡船）。渡船服務會因應水位而受影響，當中如果水位較低，因此冬天全面暫停服務。

## 相鄰車站
大井川鐵道
井川線
閑藏－井川－(貨) 堂平（暫停服務）

## 注腳
1. ↑  . Mynavi新聞. 2017-01-12  [2018-04-07]. （原始内容存档于2017-07-08） （日语）.
2. ↑   (PDF) (新闻稿). 大井川鐵道. 2018年5月10日  [2018年5月13日]. （原始内容存档于2018年5月13日） （日语）.
3. ↑  井川線 閑蔵駅〜井川駅間が305日ぶりに復旧します! （页面存档备份，存于）（日語）  - 大井川鐵道、2018年12月6日
4. ↑  . railf.jp（鐵道新聞）. 交友社. 2019年3月10日  [2019年3月11日]. （原始内容存档于2020年11月26日） （日语）.
5. ↑  Neko出版「RM LIBRARY 96 大井川鐵道井川線」p26

## 外部連結
- 大井川鐵道 （页面存档备份，存于）（日語）